# Saluto l'inverno
Saluto l'inverno è un singolo della cantautrice pop italiana Paola Turci, pubblicato nel marzo 2001 dall'etichetta discografica Warner.

## Descrizione
Il brano è stato scritto e prodotto da Paola Turci e Carmen Consoli ed è stato presentato al Festival di Sanremo 2001, piazzandosi al quinto posto della classifica finale della manifestazione.
Nel brano suona il basso Max Gazzè, che ha curato anche l'arrangiamento degli archi.
Il singolo, supportato anche da una discreta promozione radiofonica, ha raggiunto la quindicesima posizione della classifica italiana dei singoli.
La canzone è stata inserita nella ristampa dell'album della Turci Mi basta il paradiso, uscito l'anno precedente.

## Tracce
1. Saluto l'inverno – 4:06
2. Sabbia bagnata – 4:02

## Classifiche
| Paese  | Posizione massima |
| ------ | ----------------- |
| Italia | 15                |